# Datorie și sacrificiu
Datorie și sacrificiu este un film românesc din 1925 regizat de Ion Șahighian. Rolurile principale au fost interpretate de actorii George Vraca și Ion Niculescu-Brună.

## Distribuție
Distribuția filmului este alcătuită din:
- Ion Niculescu-Brună — Ilie Păduraru
- Ion Finteșteanu — primarul
- George Theodorescu — ofițerul german
- George Conabie — comandantul regimentului
- George Vraca — Ion Stăjeru
- Lulu Chiriac — Ileana
- Dumitru Gașpar — Vrânceanu